# Distrito de Palcazú
El distrito del Palcazú es un distrito peruano de la provincia de Oxapampa, en el departamento de Pasco. Se ubica en la selva central del Perú. Toma su nombre del río Palcazú, el cual recorre el distrito de sur a norte. El río Palcazú, se origina en la confluencia de los ríos Bocaz y Cacazú que nacen en las montañas de la sierra de San Carlos, fluye al río Pachitea, en el distrito de Palcazú provincia de Oxapampa. Ubicado a una altitud de 315 m s. n. m., correspondiente a la región natural Selva Baja. La actividad turística se realiza en el sector Santo Domingo – Puerto Mayro. Tiene una longitud de 182 kilómetros, drenando un área de 3337 km² y un caudal de 2.892,5 m³ / s. Pertenece a los ríos de tipo longitudinal, es decir que pasa paralelo a la estructura de las rocas. Su amplitud alcanza un máximo de 300 m. En el recorrido del río se aprecia diversidad de fauna silvestre como: tortugas charapas; sajino, venado, loros, majaz, nutria, guacamayos, etc.; como también destaca en las orillas del río árboles de oropel, lopuna roja y maderables (tornillo, chairapacay, pino blanco, etc.). El río es navegable con botes de motor fuera de borda, canoas y balsas. Los visitantes pueden disfrutar de actividades de naturaleza como observación de fauna, paisaje y flora, así mismo la práctica de deportes acuáticos como natación, buceo, motonáutica y rafting; además de otras actividades como pesca artesanal, camping, toma de fotografías y filmaciones. Asimismo, las aguas del río son empleadas para las actividades agrícolas, ganaderas de los colonos (Iscozacín, Puerto Mayro) y de comunidades nativas Yaneshas (Santo Domingo, Nueva Aldea, Laguna Raya, San Luis - Shiringamazú, Alto Iscozacín, Iscozacín, Buenos Aires, Quebrada Honda, San Juan de Chuchurras, Puerto Mayro), que en conjunto forman parte de una variedad de culturas que poco a poco vienen fusionándose en proceso de culturización; así como vía de acceso para el intercambio comercial entre los pueblos. Se recomienda la visita en los meses de marzo a octubre, debido a que en los meses de noviembre a febrero las aguas del río presentan fuertes corrientes que ponen en riesgo la seguridad del visitante.
Desde el punto de vista jerárquico de la Iglesia católica forma parte del Vicariato apostólico de San Ramón.

## Historia
El distrito fue establecido por Ley N.º 24536 del 6 de junio de 1986, en el gobierno del presidente Alan García.

## Geografía
Ubicado en la región Selva Alta, con una superficie aproximada de 2´912.16 km².

## Capital
Es el pueblo de ISCOZACIN, ubicado a 275 m s. n. m.

## Autoridades

### Municipales
- 2023-2026 Alcalde: Dr. Ciro Segundo Liberato Ramon
- 2019-2022 Alcalde: José Panduro Durand
- 2015-2018[3][4]
  - Alcalde: Richard Nixon Panduro, del Movimiento Alianza Para el Progreso.
  - Regidores: Walter Germán Andaluz Waller (CELR),  Josué Ignacio Antazu López (CELR), Francisco Echevarría Egg (CELR), Lucía Ángela Peña Torres (CELR), Segundo Hernán Cubas Bustamante (Fuerza 2011).[5]
- 2011 - 2014
  - Alcalde: Guillermo Zehnder Kristen
- 2007-2010
  - Alcalde: Oswaldo Zehnder Kristen, del Partido Aprista Peruano.

### Policiales
- Comisaría:   PNP.

### Religiosas
- Vicariato apostólico de San Ramón[6]
  - Vicario apostólico: Obispo Mons. Gerardo Žerdín Bukovec, OFM.
- Parroquia
  - Párroco: Pbro. padre Antonio Lichon